# Castilia
Castilia är ett släkte av fjärilar. Castilia ingår i familjen praktfjärilar.

## Bildgalleri

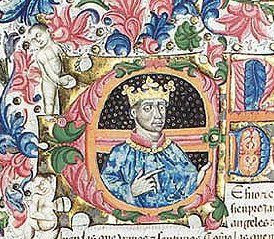
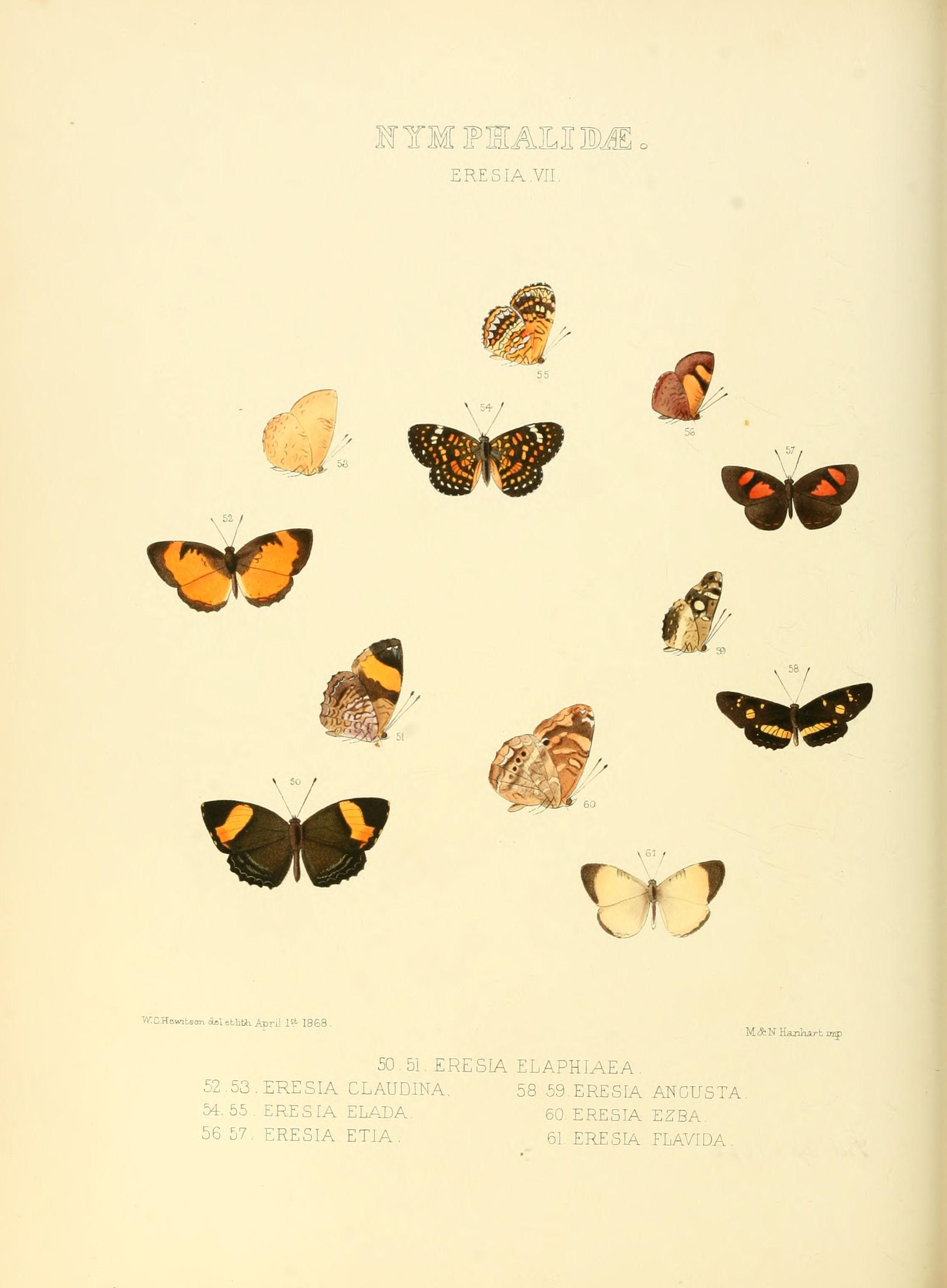
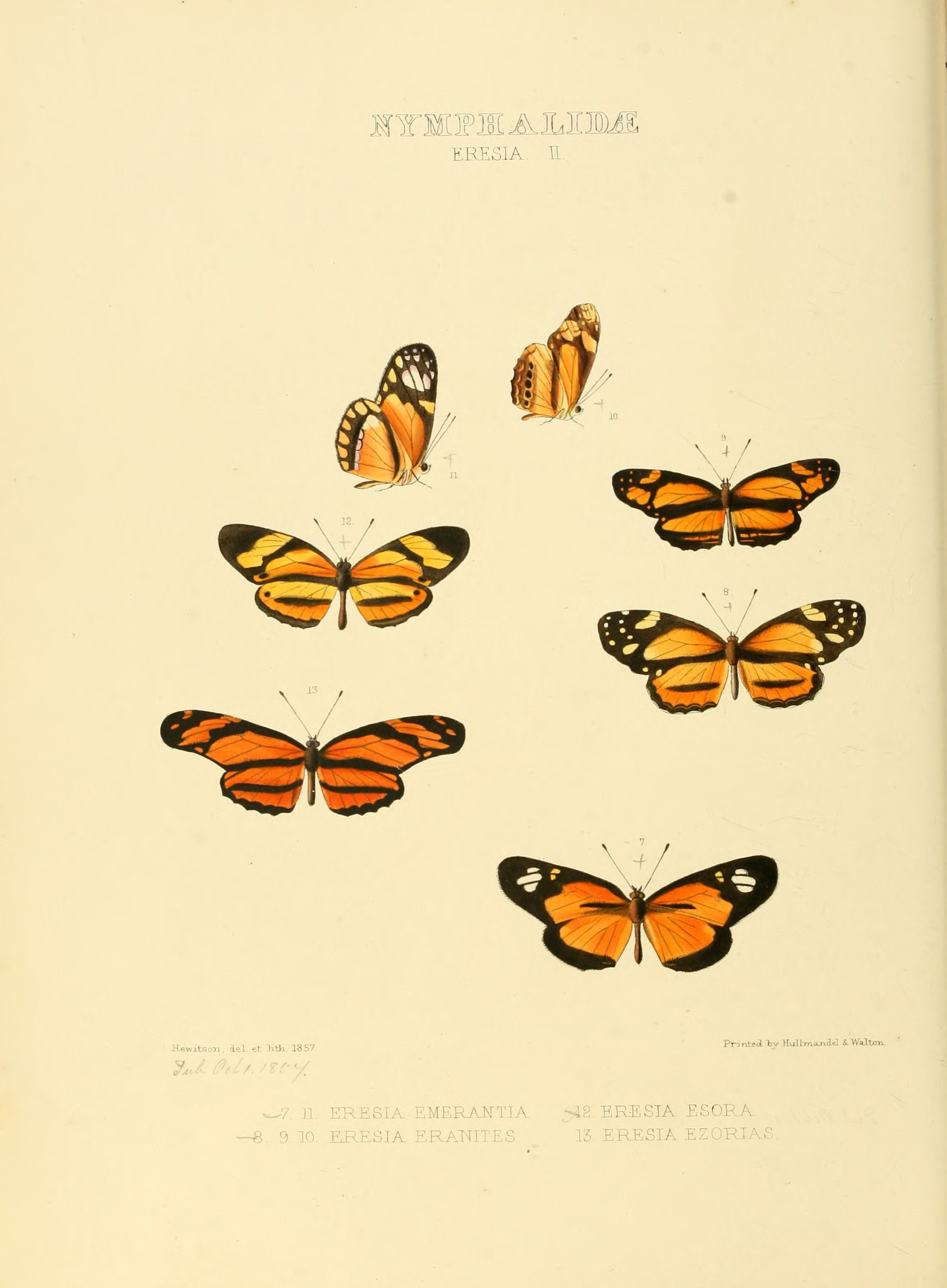
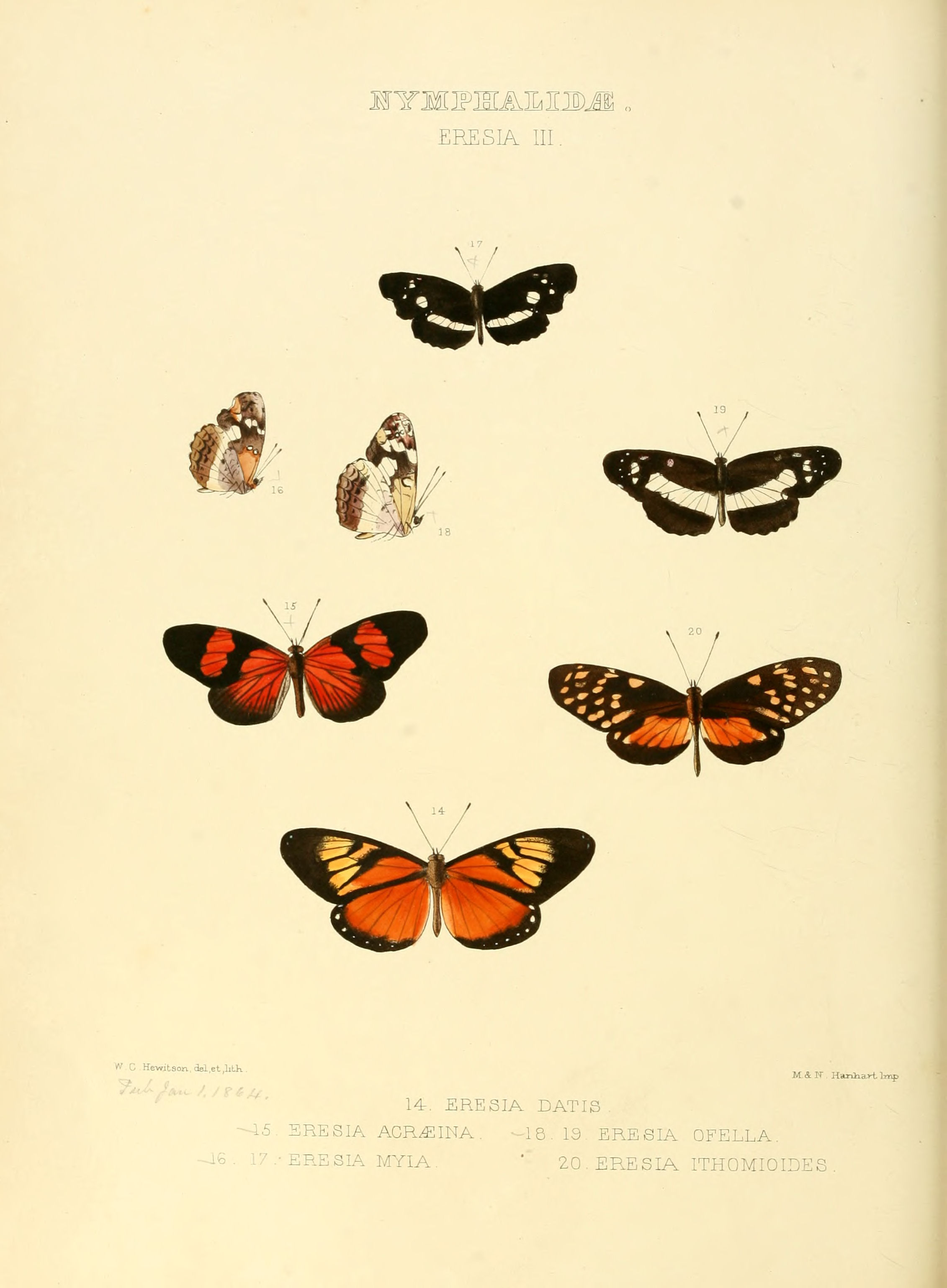
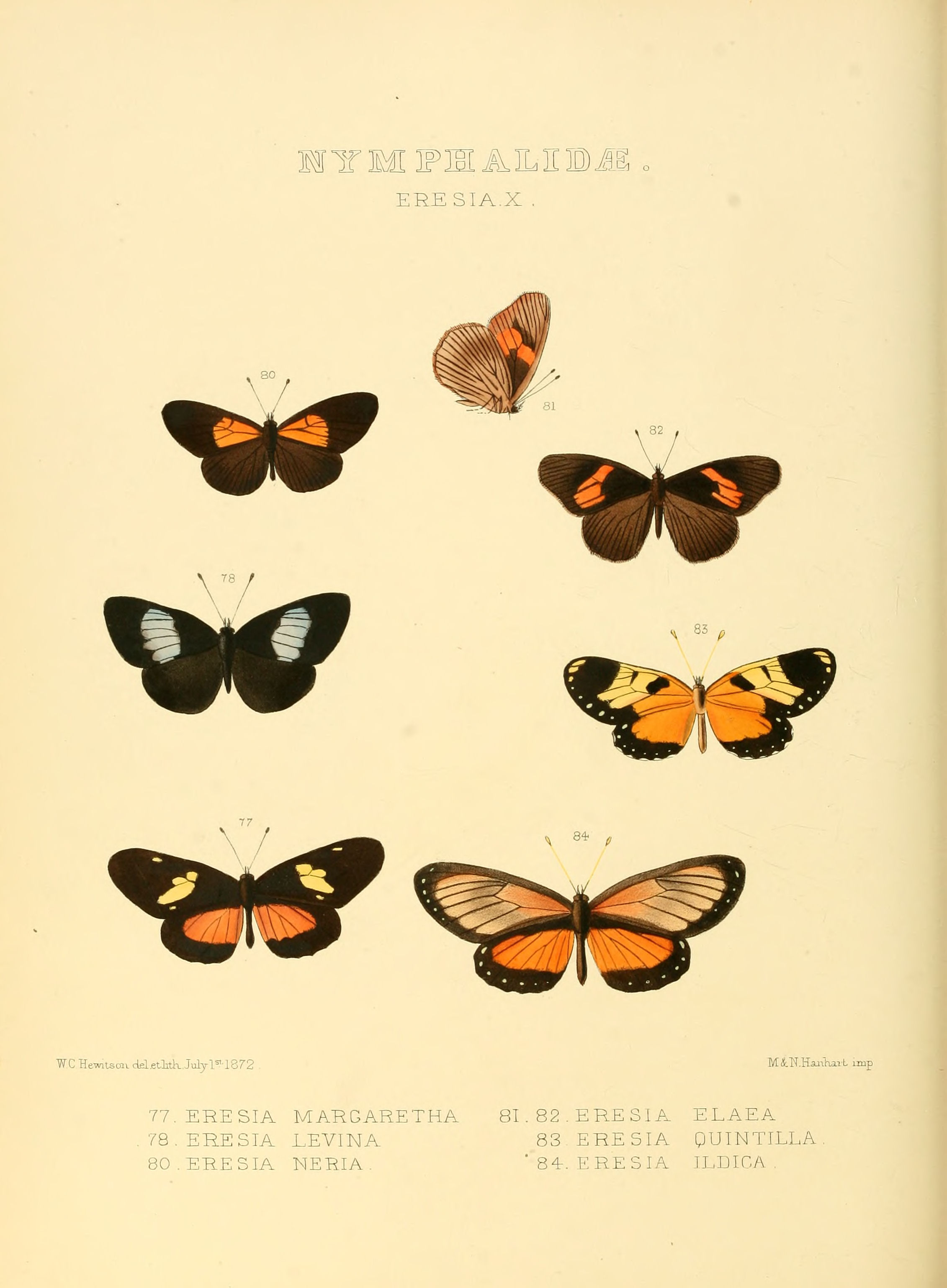
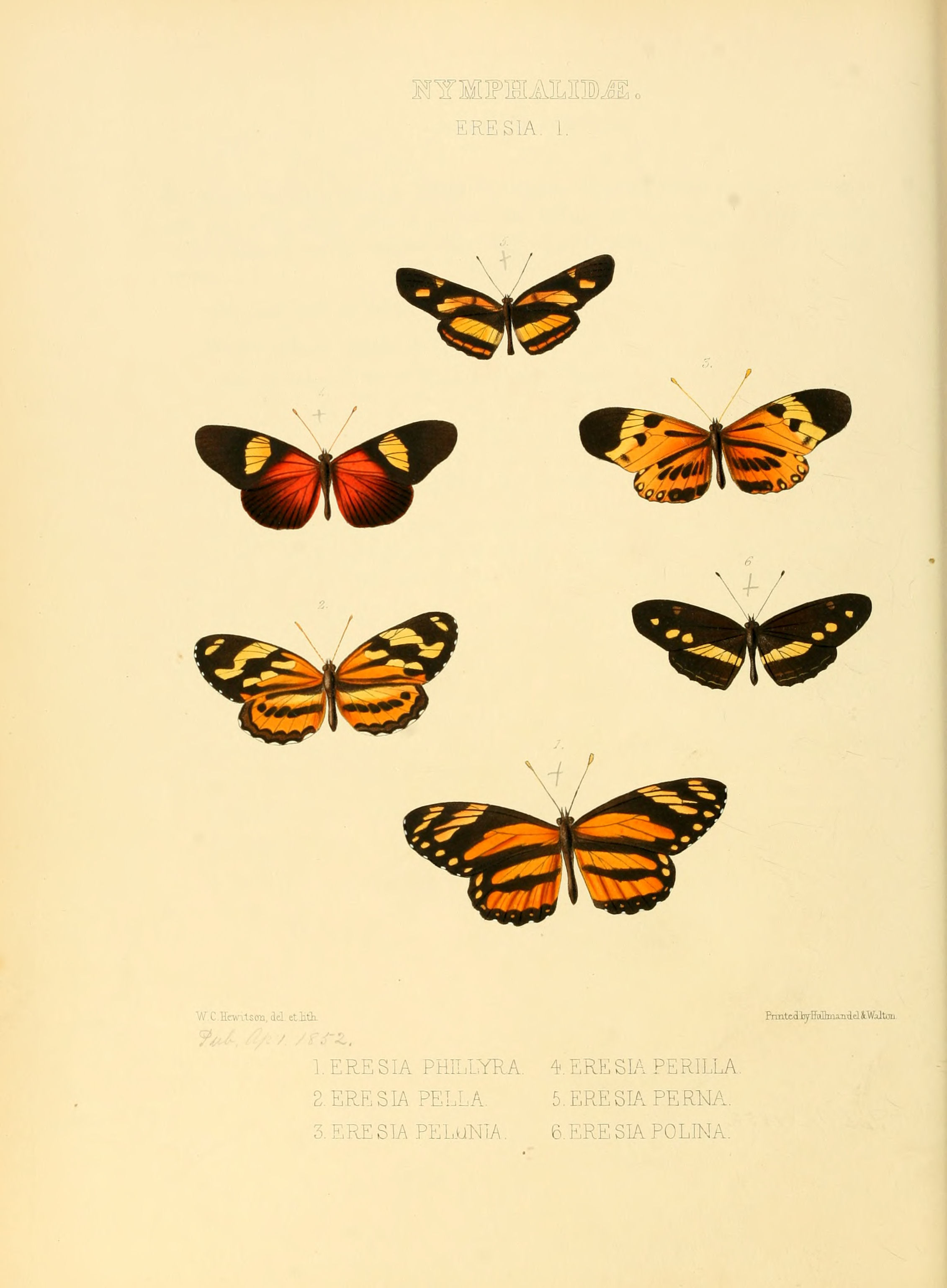

## Dottertaxa tillCastilia, i alfabetisk ordning[1]
- Castilia aberrans
- Castilia acraeina
- Castilia actinota
- Castilia actinotina
- Castilia angusta
- Castilia aricilla
- Castilia aurora
- Castilia castilla
- Castilia chinantlensis
- Castilia crucifera
- Castilia eranites
- Castilia faustus
- Castilia fulgora
- Castilia griseobasalis
- Castilia guaya
- Castilia heliconoides
- Castilia hilarina
- Castilia levana
- Castilia lugubris
- Castilia mejicana
- Castilia microdryope
- Castilia myia
- Castilia nebrites
- Castilia neria
- Castilia nortbrundii
- Castilia occidentalis
- Castilia ofella
- Castilia pellenea
- Castilia perilla
- Castilia virilis